# العلاقات الباربادوسية القرغيزستانية
العلاقات الباربادوسية القيرغيزستانية هي العلاقات الثنائية التي تجمع بين باربادوس وقيرغيزستان.

## مقارنة بين البلدين
هذه مقارنة عامة ومرجعية للدولتين:
| وجه المقارنة                                              | باربادوس       | قيرغيزستان                      |
| --------------------------------------------------------- | -------------- | ------------------------------- |
| المساحة (كم2)                                             | 439            | 199.95 ألف                      |
| عدد السكان (نسمة)                                         | 285.72 ألف     | 6.20 مليون                      |
| الكثافة السكانية (ن./كم²)                                 | 65.08 ألف      | 31.01                           |
| العاصمة                                                   | بريدج تاون     | بيشكك                           |
| اللغة الرسمية                                             | لغة إنجليزية   | اللغة الروسية، اللغة القيرغيزية |
| العملة                                                    | دولار بربادوسي | سوم قيرغيزستاني                 |
| الناتج المحلي الإجمالي (بليون دولار)                      | 4.80 مليار     | 7.56 مليار                      |
| الناتج المحلي الإجمالي (تعادل القوة الشرائية) بليون دولار | 4.66 مليار     | 20.45 مليار                     |
| الناتج المحلي الإجمالي الاسمي للفرد دولار أمريكي          | 15.43 ألف      | 1.10 ألف                        |
| الناتج المحلي الإجمالي للفرد دولار أمريكي                 | 16.06 ألف      |                                 |
| مؤشر التنمية البشرية                                      | 0.795          | 0.655                           |
| رمز المكالمات الدولي                                      | +1246          | +996                            |
| رمز الإنترنت                                              | .bb            | .kg                             |
| المنطقة الزمنية                                           | 00             | ت ع م+06:00                     |

## منظمات دولية مشتركة
يشترك البلدان في عضوية مجموعة من المنظمات الدولية، منها:
| علم المنظمة | اسم المنظمة                        | تاريخ انضمام باربادوس | تاريخ انضمام قيرغيزستان |
| ----------- | ---------------------------------- | --------------------- | ----------------------- |
|             | مؤسسة التنمية الدولية              | 29 سبتمبر 1999        | 24 سبتمبر 1992          |
|             | يونسكو                             | 24 أكتوبر 1968        | 2 يونيو 1992            |
|             | وكالة ضمان الاستثمار متعدد الأطراف | 12 أبريل 1988         | 21 سبتمبر 1993          |
|             | الأمم المتحدة                      | 9 ديسمبر 1966         | 2 مارس 1992             |
|             | الاتحاد البريدي العالمي            | ?                     | ?                       |
|             | البنك الدولي للإنشاء والتعمير      | 12 سبتمبر 1974        | 18 سبتمبر 1992          |
|             | الاتحاد الدولي للاتصالات           | 16 أغسطس 1967         | 20 يناير 1994           |
|             | منظمة حظر الأسلحة الكيميائية       | ?                     | ?                       |
|             | مؤسسة التمويل الدولية              | 25 يونيو 1980         | 11 فبراير 1993          |
|             | منظمة التجارة العالمية             | ?                     | ?                       |
|             | منظمة الشرطة الجنائية الدولية      | ?                     | ?                       |

## وصلات خارجية
- موقع وزارة الخارجية الباربادوسية
- موقع وزارة الخارجية القيرغيزستانية